# Filinia hofmanni
Filinia hofmanni är en hjuldjursart som beskrevs av Koste 1980. Filinia hofmanni ingår i släktet Filinia och familjen Trochosphaeridae. Inga underarter finns listade i Catalogue of Life.